# 질소 머스터드
질소 머스터드(영어: nitrogen mustard)는 본래 제2차 세계대전 당시 사용됐던 머스터드 가스와 화학적 성질이 거의 동일하다. 발암원이며 세포독성효과를 화학요법으로서 이용한다. 방사선이 세포에게 끼치는 효과와 유사한, 다시 말하면 방사선이 유전자에 미치는 영향과 비슷한 영향으로 세포독성효과를 나타낸다. 클로로에틸기가 DNA를 알킬화함으로써 핵산의 합성을 저해하는 성질을 지니므로 항암제로서의 효과를 나타낸다. 특히 항암제로는 HN2를 많이 사용한다.

## 같이 보기
- 황 머스터드
- 알킬화제